# Kostřava lesní
Kostřava lesní (Festuca altissima) je tráva z čeledi lipnicovité (Poaceae). Je to vytrvalá bylina, která dosahuje výšky 50 až 130 (výjimečně až 200) cm. Vytváří husté trsy, ale nemá žádné odnože. Stébla jsou vzpřímená, hladká a lysá a jsou členěna dvěma až čtyřmi kolénky. Listy, které jsou střídavě uspořádány, se dělí na listové pochvy a listové čepele. Čepele listů jsou 10 až 30 cm dlouhé a 3 až 8 mm široké, rozprostřené do plochy a zespodu hladké a lesklé. Kostřava lesní kvete od června do srpna. Latnaté květenství je 10 až 35 centimetrů dlouhé, volné, vzpřímené nebo obvykle mírně převislé na jedné straně. Kostřava lesní je rozšířena od Evropy po Írán a Sibiř. Vyskytuje se téměř ve všech evropských zemích, chybí však v Portugalsku, na Islandu, na Baleárských ostrovech, na Sardinii, na Sicílii, na Krétě, v Moldavsku a Severní Makedonii. Daří se jí na svěžích, chladných, obvykle středně kyselých, humózních, kamenitohlinitých půdách, zejména ve vlhkých severních a východních polohách. V Alpách roste až do nadmořské výšky 1800 m.